# Koninklijk Conservatorium (Den Haag)

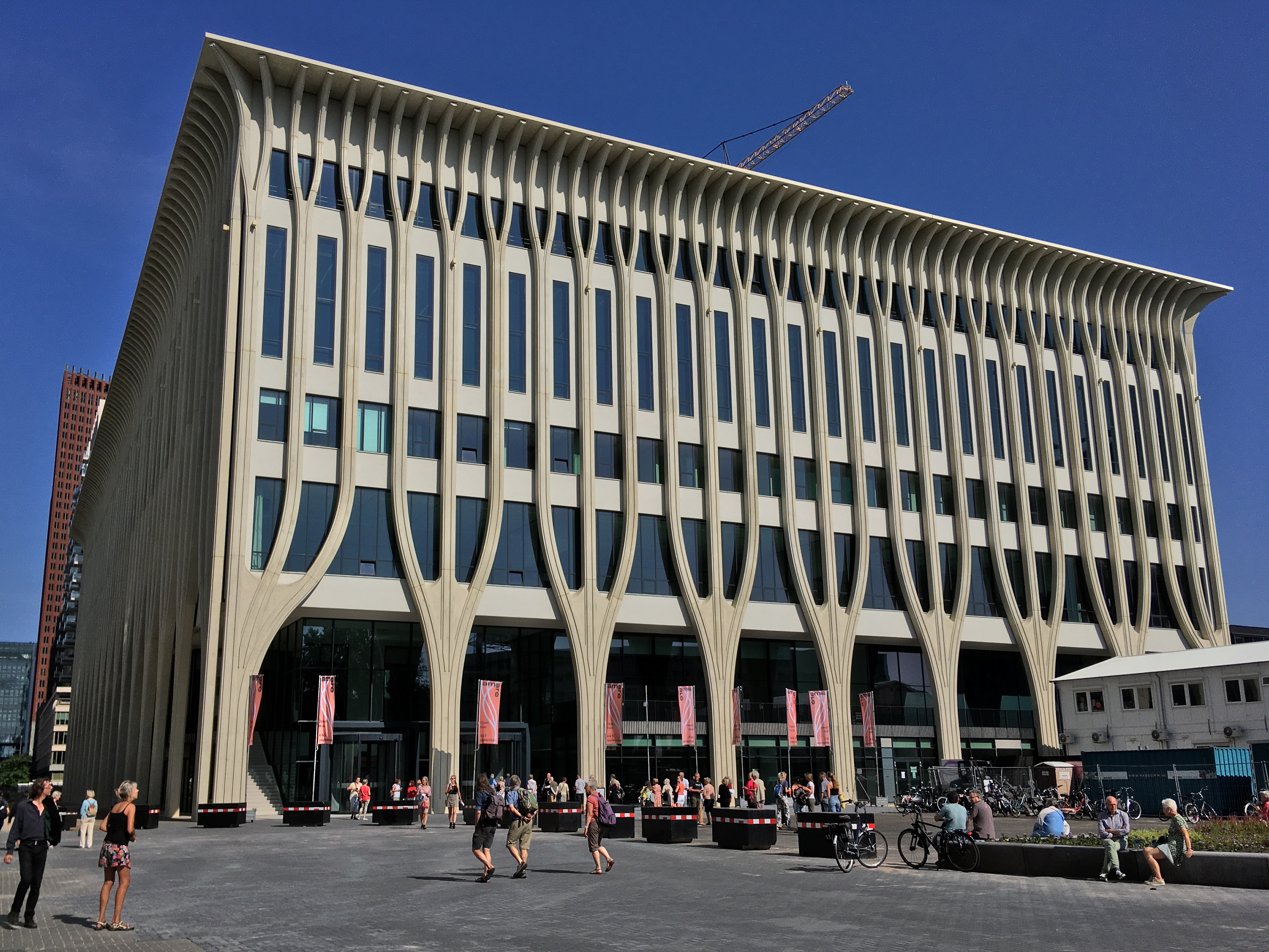
Amare, Den Haag (2021)

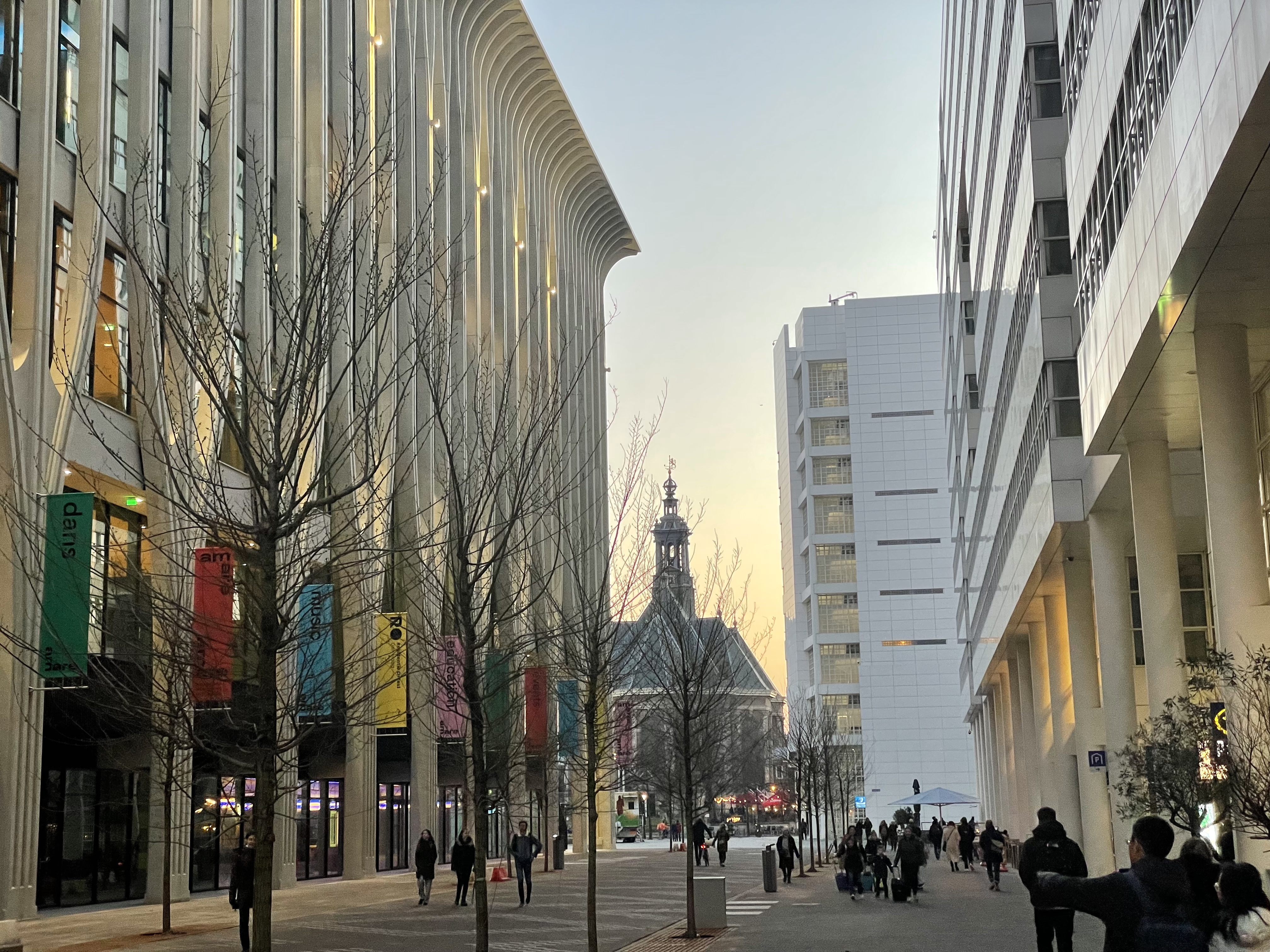
Amare, Den Haag (2022)

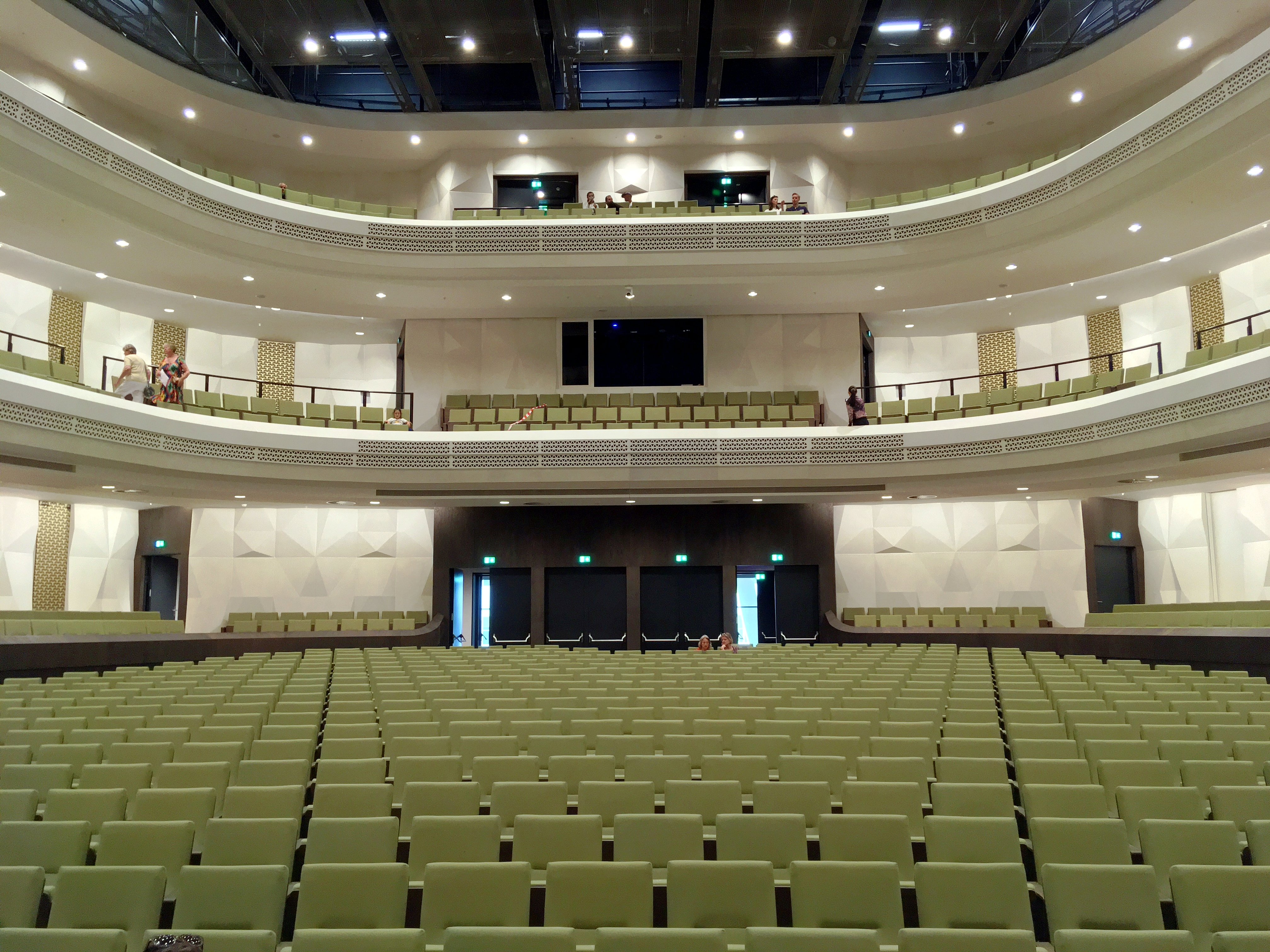
Concertzaal Amare, Den Haag (2021)

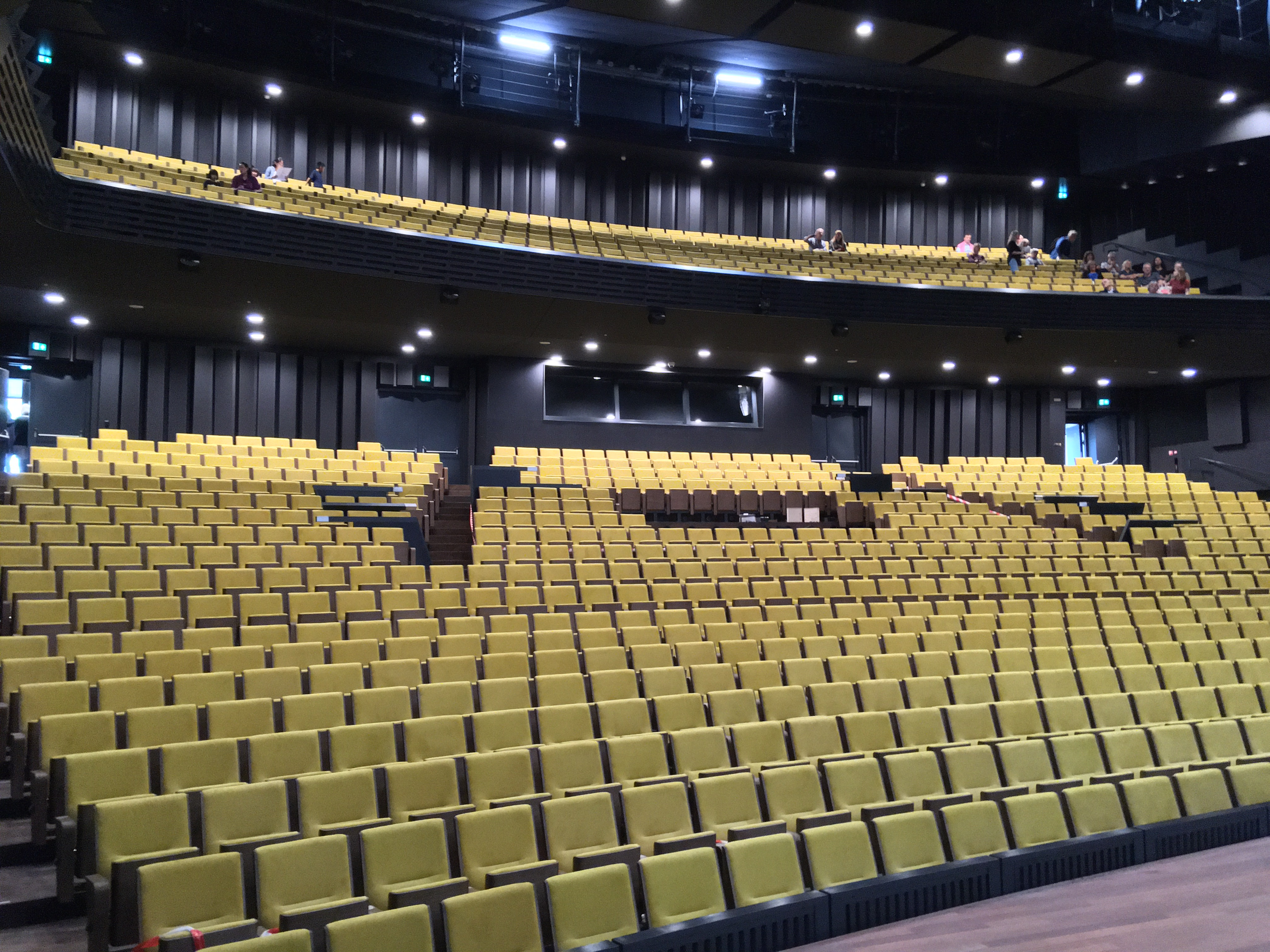
Danstheater Amare, Den Haag (2021)

Het Koninklijk Conservatorium (voor 1900 Koninklijke Muziekschool geheten en later Koninklijk Conservatorium voor Muziek) is het conservatorium in Den Haag. Het gebouw is gehuisvest in Amare (Spuiplein Den Haag), vlak bij station Den Haag Centraal.
De historie van dit opleidingsinstituut voor praktijk en wetenschap van muziek en dans, dat sinds 1990 deel uitmaakt van de Hogeschool der Kunsten Den Haag, gaat terug tot 1826.

## Geschiedenis
De Koninklijke Muzykschool werd door koning Willem I in 1826 opgericht met als directeur Johann Lübeck, die in deze functie bijna veertig jaar aanbleef. De eerste locatie was het Koorenhuis aan de Prinsegracht. Hier werd in 1855 een pijporgel geplaatst, dat in 1841 gemaakt was door Jonathan Bätz van de orgelbouwersfirma Bätz & Co uit Utrecht. Dit had dienst gedaan in de Gotische zaal van het Paleis Kneuterdijk in Den Haag.
Toen het conservatorium naar de nabijgelegen Korte Beestenmarkt verhuisde, kwam daar een nieuwe concertzaal waarin in 1883 het Bätz-orgel werd geplaatst. In 1949 werd het orgel overgebracht naar de Willemskerk en in 1990 werd het teruggeplaatst in de Gotische zaal.
In 1980 werd een nieuw gebouw van architect Leon Waterman opgeleverd aan de Juliana van Stolberglaan 1 in het Bezuidenhout.
In 1990 fuseerden het Koninklijk Conservatorium en de Koninklijke Academie van Beeldende Kunsten tot de Hogeschool van Beeldende Kunsten, Muziek en Dans, sinds 2010 de Hogeschool der Kunsten Den Haag. Buiten Nederland wordt de naam University of the Arts in The Hague gebruikt. Onder het overkoepelende bestuur bleven conservatorium en academie grotendeels zelfstandig. Sinds 1 februari 2023 is Lies Colman directeur van het Koninklijk Conservatorium. 

## Amare
Medio 2021 is het Koninklijk Conservatorium verhuisd naar een nieuw gebouw, Amare aan het Spui. De gemeente besloot hiertoe in 2009, onder meer omdat dit "de mogelijkheid bood om het Koninklijk Conservatorium terug te halen naar het centrum van de stad". In hetzelfde gebouw zijn ook het Residentie Orkest en Nederlands Dans Theater gehuisvest. Het oude gebouw zal worden gesloopt en plaatsmaken voor een nieuw hoofdkantoor voor de ANWB, waarnaar de ANWB oorspronkelijk in 2024, later bijgesteld tot vermoedelijk eind 2026, zal verhuizen.

## Afdelingen
Het conservatorium heeft verschillende afdelingen, waaronder:
- Klassieke muziek en Directie, hoofd Eleonoor Tchernoff
- Jazz, hoofd Bart Suèr
- Oude Muziek, hoofd Teunis van der Zwart
- Zang, hoofd Marjolein Niels
- Instituut voor Sonologie, hoofd Kees Tazelaar
- Art of Sound, hoofd Paul Jeukendrup
- ArtScience, hoofd Taconis Stolk
- Compositie, hoofd Mayke Nas
- Muziekeducatie, hoofd Margi Kirschenmann
- Muziektheorie, hoofd Suzanne Konings
- Dutch National Opera Academy, artistiek leider Paul McNamara
- Koninklijk Conservatorium Dans, directeur Jan Linkens
- School voor Jong Talent, directeur Jan van Bilsen
- Jong KC, hoofd Annick van Gennip

## Directeuren van het Koninklijk Conservatorium
- 1827-1865: Johann Lübeck
- 1865-1896: Willem Nicolai
- 1896-1919: Henri Viotta
- 1919-1937: Johan Wagenaar
- 1937-1941: Sem Dresden
- 1941-1942: Coenraad Lodewijk Walther Boer
- 1942-1945: Henk Badings
- 1945-1949: Sem Dresden
- 1949-1957: Hendrik Andriessen
- 1957-1970: Kees van Baaren
- 1970-1985: Jan van Vlijmen
- 1985-2006: Frans de Ruiter
- 2006-2008: Wim Vos
- 2008-2023: Henk van der Meulen
- 2023-heden: Lies Colman

## Bekende (oud-)docenten
- Louis Andriessen
- Willem Andriessen
- Dina Appeldoorn
- Bob van Asperen
- Kees van Baaren
- Oskar Back
- Clarence Barlow
- Richard Barrett
- Gilius van Bergeijk
- Gérard van Blerk
- Konrad Boehmer
- Hayo Boerema
- Bert Boeren
- Jan Boerman
- Evan Bogerd
- Frans Brüggen
- Theo Bruins
- Anner Bijlsma
- Janine Dacosta
- Hugo van Dalen
- Jean Decroos
- Adriaan Engels
- Enrico Gatti
- Hein van de Geyn
- John Harding
- Gerard Hengeveld
- Werner Herbers
- Jacques Holtman
- Jarmo Hoogendijk

- Jan Kleinbussink
- Jan Koetsier
- Eduard Koning
- Ton Koopman
- Ruud Koumans
- Yannis Kyriakides
- Christiaan Johannes Lechleitner
- Reinbert de Leeuw
- Jaap ter Linden
- Geoffrey Douglas Madge
- Kenneth Montgomery
- Jard van Nes
- Carel Oberstadt
- Theo Olof
- Toos Onderdenwijngaard
- Max Orobio de Castro
- Léon Orthel
- Martijn Padding
- Dick Raaijmakers
- Peter Schat
- Jaap Stotijn
- Louis Stotijn
- Kees Tazelaar
- Karel August Textor
- Frans Vester
- Eric Vloeimans
- Albert Vogel jr.
- Rian de Waal
- Jaring Walta
- Herman Woltman

## Bekende oud-studenten
- Michel van der Aa
- Susanne Abbuehl
- Paula van Alphen
- Hendrik Andriessen
- Louis Andriessen
- Karin van Arkel
- Feike Asma
- Richard Ayres
- Joachim Badenhorst
- Anner Bijlsma
- Karel Bredenhorst
- Leen de Broekert
- Oscar van Dillen
- Johan van Dommele
- Ben van den Dungen
- Susanne van Els
- Hans Eijsackers
- Tonny Eyk
- Maria Fiselier
- Rembrandt Frerichs
- Dick van Gasteren
- Iddo van der Giessen
- Wiebke Göetjes
- Olga de Haas
- Walter van Hauwe
- Micha Hamel
- Wim Henderickx
- Rozalie Hirs
- Iris Hond
- Jarmo Hoogendijk
- Jack van der Hulst
- Herman Jeurissen
- Piet Kingma
- Jan D. van Laar
- Geoffrey Lancaster
- Vanessa Lann
- Reinbert de Leeuw
- Johann Th. Lemckert
- Jacques van Lier

- Cecily Lock
- Philip Loots
- Johan de Meij
- Sander van Marion
- Johan van Oeveren
- Fred Oldenburg
- Bart van Oort
- Léon Orthel
- Dulci Ouwerkerk
- Martijn Padding
- Gabriel Pareyon
- Willem Raadsveld
- Lawrence Renes
- Wendy Roobol
- Ack van Rooyen
- Bart van Sambeek
- Peter Schat
- Leander Schlegel
- Anja Sicking
- Anna-Alicia Sklias
- Catelijne Smit
- John Snijders
- Rosa Spier
- Ed Starink
- Cor Steyn
- Joop Stokkermans
- Lucia Swarts
- Tilly Talboom-Smits
- Kees Tazelaar
- Benjamin Van Tourhout
- Jos van Veldhoven
- Orlanda Velez Isidro
- Jos Vermunt
- Peter-Jan Wagemans
- Eva-Maria Westbroek
- Kristoffer Zegers